# Emiel De Block
Emiel De Block (Berlare, 17 februari 1941) is een Belgisch beeldhouwer met zowel figuratief als abstract werk. 

## Biografie
In 1965 behaalde hij het regeringsmedaille boetseren. Zijn diploma in de beeldhouwkunst behaalde hij aan de Academi te Gent in 1971. In 1975 behaalde hij opnieuw de regeringsmedaille, ditmaal voor beeldhouwen. In 1977 bekwam hij een toelage van het Ministerie van Cultuur en in 1978 werd hij laureaat van de Culturele prijs S.De Lathauwer beeldhouwen. Het jaar daarop wist hij de tweede prijs in de wedstrijd Hulde aan Jacob Jordaens, Antwerpen, en in de beeldhouwwedstrijd Belgica 150 in de wacht te slepen. Hij werd tevens geselecteerd voor de 15de internationale tentoonstelling voor beeldhouwkunst Fondazione Pagani, Legnano, Milaan. Nog hetzelfde jaar won hij de Nationale Beeldhouwwedstrijd August Vermeylen, Oostende.
Werken van de beeldhouwer werden aangekocht zowel door het Ministerie van de Vlaamse Gemeenschap als door de provincie Oost-Vlaanderen. Werken van De Block bevinden zich ook in kunstcollecties in binnen- en buitenland.

## Tentoonstellingen
- 1980 - Deelname aan het Salon International van Val d'Or, Frankrijk
- 1990 - Tentoonstelling Casino Kursaal, Oostende
- 1993 - Tentoonstelling Königs-Allee, Düsseldorf
- 1994 - Tentoonstelling Thermae Palace, Oostende
- 2000 - Tentoonstelling Casino Kursaal, Oostende. Retrospectieve en tentoonstelling van vijftig nieuwe werken in het kasteel van Petit-Leez onder de titel "Language of stone, silence of paper". Van deze tentoonstelling waarbij op de vijftig werken van Emiel De Block gedichten werden gegraveerd van en door dr. Ronald Milo werd onder dezelfde titel een boek uitgegeven met foto's van de beelden en de tekst van de gedichten. Ook in het boek België, kunst en gastronomie werd een hoofdstuk aan Emiel de Block gewijd.

Verder tentoonstellingen bij de BRT, Brussel; E.G.W., Gent; A.W.W., Antwerpen; Boudewijnpark, Brugge; culturele missie Eindhoven en Zoetermeer, Nederland, Pol Mara en E. De Block te Boechout en Deerlijk; Museum Dhondt-Dhaenens en museum Leon de Smet te Sint-Martens-Latem, Vlaams Cultureel Centrum "De Brakke Grond" te Amsterdam.

## Werk
In de wereld der natuurbeelden van Emiel De Block overheerst de vrouwenfiguur. Deze beeldhouwer wil de vrouwelijke vormen door een subtiele abstractie herscheppen tot vormen in schoonheid. Het bijzondere daaraan is dat hij abstraheert zonder in abstractie te vervallen, tenzij uitzonderlijk wat hij dan als een boeiend spel ervaart. Hij bevrijdt de vormen van hun existentiële verschijning om ze tot een volkomen nieuw bestaan te herscheppen waarbij hij de natuur herleidt tot zuiver sculpturale waarden. Vaak stralen de beelden een intieme gevoeligheid om niet te zeggen tederheid uit. Typisch is ook dat de beeldhouwer zeer diep de verwantschap van de verschillende kunsten beleeft. In muziek en poëzie ontdekt hij gelijkenissen met zijn werk. Is in zijn figuratieve werken beeldhouwkunst een tot stilte geworden muziek en muziek een tot welluidendheid geworden beeldhouwkunst dan is het, in zijn meer abstracte werken, de verwantschap met poëzie die op de voorgrond treedt. 
Dit laatste komt vooral tot uiting in de, meestal zuilvormige, werken die voor de tentoonstelling "Language of Stone, Silence of Paper" (de Taal van Steen, de Zwijgzaamheid van Papier) werden gemaakt en waarbij de beelden aanleunen bij de inhoud van de gedichten die materieel met de beeldhouwwerken werden verbonden daar de dichter zijn werk er in plastische vorm heeft ingegraveerd.